# Sammlung Friedhof Hörnli
Die Sammlung Friedhof Hörnli ist ein Museum in der Gemeinde Riehen bei Basel und zeigt bedeutende Objekte zur Schweizer und Basler Bestattungskultur.
Das dank einer privaten Initiative des ehemaligen Grabmacher-Meisters Peter Galler im Jahr 1994 gegründete Museum befindet sich im Friedhof am Hörnli, dem grössten Friedhof der Schweiz und Zentralfriedhof des Kantons Basel-Stadt, in den umgebauten Räumlichkeiten des alten Krematoriums. Es präsentiert auf 380 m² Objekte zur Geschichte der Basler und Schweizer Bestattungskultur, wie Leichenwagen, Särge, Aschenurnen, Friedhofsordnungen, Grabkreuze, Glasperlenkränze und Totenandenken, aber auch Implantate von Verstorbenen, die im Krematorium eingeäschert wurden.
Die Ausstellung will den Themenbereich Tod, Bestattung und Trauer, der aus dem Bewusstsein unserer heutigen Gesellschaft radikal ausgegrenzt wird, zur Darstellung bringen.